# Kolkturm
Der Kolkturm ist ein Aussichtsturm aus Eisen und Stahl in der Dölauer Heide in Halle (Saale) in Sachsen-Anhalt.
Der Kolkturm steht auf dem nach ihm benannten Kolkturmberg (133 m ü. NN). Das 15,5 Meter hohe Bauwerk wurde 1976 errichtet und 1997 restauriert. Seine exponierte Lage ermöglicht auf seiner Spitze einen Ausblick auf die Stadt Halle und bis in den Saalekreis und das Mansfelder Land hinein.
Am Fuß des Kolkturms befindet sich eine jungsteinzeitliche Steinkiste.

## Geschichte

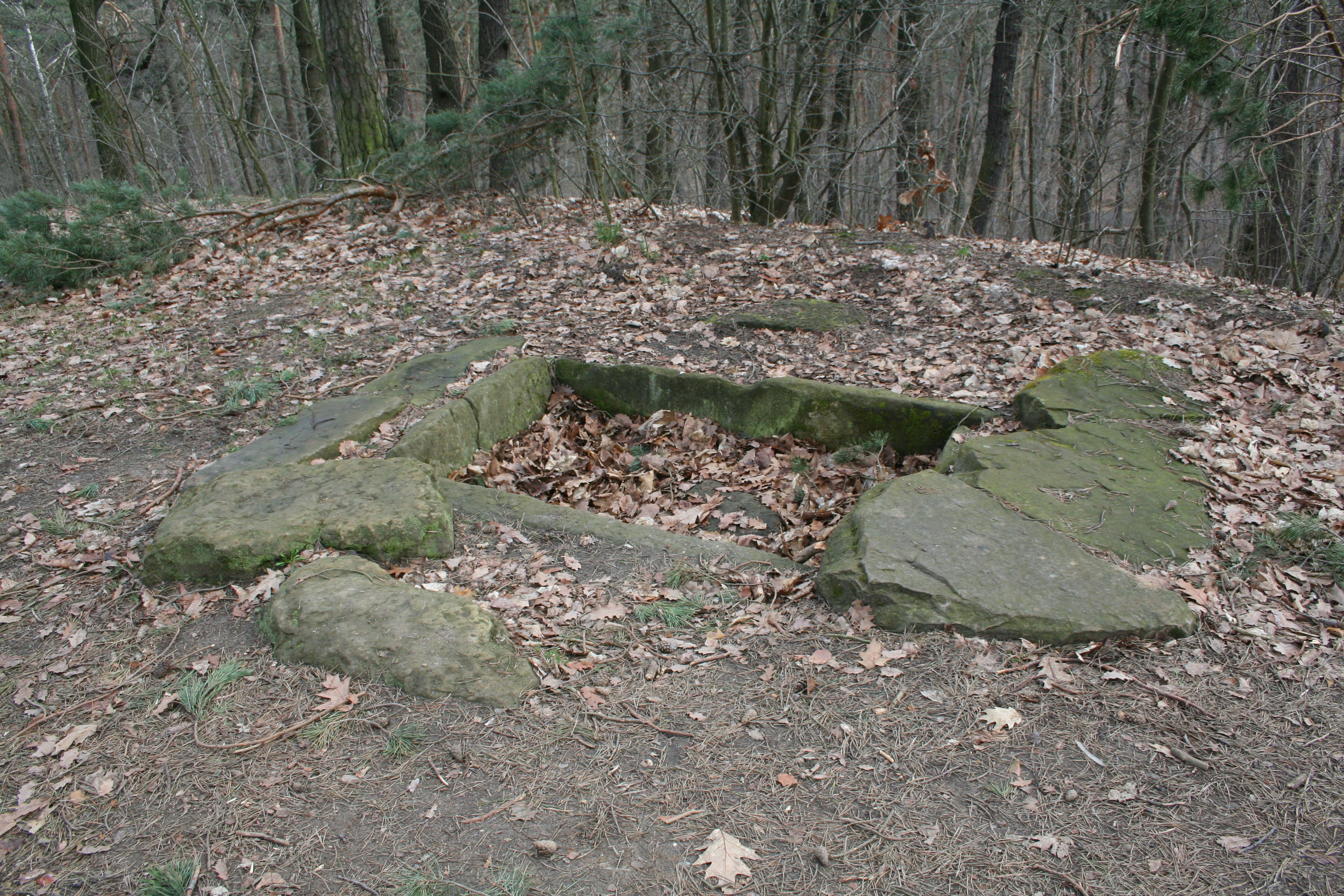
Jungsteinzeitliche Steinkiste am Fuß des Kolkturms

Der Kolkturm ist bereits der dritte Aussichtsturm auf dem Kolkturmberg bzw. in unmittelbarer Nähe. 1880 errichtete die hallesche Kolkgesellschaft eine hölzerne Konstruktion, die 1921 nach schwerer Beschädigung durch Vandalismus abgerissen wurde. In den 1930er Jahren wurde auf dem nahen Schwarzen Berg ein zweiter Holzturm gebaut. Nach rund 30 Jahren Standzeit musste dieser wegen Baufälligkeit ebenfalls abgerissen werden. An der Stelle des ersten Turmes wurde schließlich durch das städtische Reichsbahnausbesserungswerk eine Konstruktion errichtet, die bis in die Sechzigerjahre bestiegen werden konnte. Der jetzige Turm stammt von 1976, errichtet anlässlich des 90. Geburtstags von Ernst Thälmann. Daran erinnert eine Tafel links neben der ersten Stufe.